# 긴촌
긴촌(琴村)은 나가사키현 가미아가타군에 설치된 촌이다. 